# Tarawera (wulkan)
Tarawera – wulkan w Nowej Zelandii, na Wyspie Północnej. Położony jest 24,1 km na południowy wschód od miasta Rotorua. Wysokość 1111 m n.p.m.
Zobacz też: Australazja